# 神戸三宮阪急ビル
神戸三宮阪急ビル（こうべさんのみやはんきゅうビル）は、兵庫県神戸市中央区の阪急神戸三宮駅と一体になった高層ビルと駅高架下商業施設（EKIZO 神戸三宮（エキゾ こうべさんのみや））を含めた施設である。
かつては以下の2棟で構成された神戸阪急ビルとして営業していた。
- 神戸阪急ビル東館（加納町四丁目2番1号）※現在の高層ビル部に相当。
- 神戸阪急ビル西館（北長狭通一丁目1番）※現在の駅高架下商業施設のEKIZO 神戸三宮に相当。

本稿では神戸阪急ビル（こうべはんきゅうビル）についても述べる。

## 概要
阪神・淡路大震災で被災後、長らく仮設ビルで営業していた神戸阪急ビル東館の建て替えと既存の西館のリニューアルにより誕生した、駅と一体構造の複合商業ビル（駅ビル）である。
ビルの東側はかつての東館に相当し、低層階は駅施設・商業施設の「EKIZO 神戸三宮」、中層階はオフィス・知的交流スペース「アンカー神戸」、高層階は宿泊特化型ホテル「レムプラス神戸三宮」で構成される。西側はかつての西館に相当し、駅施設、商業施設が入居する。「2022年度グッドデザイン賞」受賞。

## フロア構成・施設概要

### EKIZO 神戸三宮
仮設ビルの神戸阪急ビル東館の建て替えと、既存の西館のリニューアル工事によって開業した飲食店を中心とする商業施設である。メインはかつての西館にあたる高架下商業施設である。

#### 名称の由来
施設名である「EKIZO 神戸三宮」の名称の由来は異国情緒（エキゾチック）が漂う港町神戸に位置する駅（エキ）と
一体の施設であるという特性から命名された。

#### 施設の特徴
高架下に連なる飲食ゾーンは、「グランド&カジュアル」（＝都会の高架下というカジュアルな場所で、本物を日常に愉しむ贅沢）と「和洋混載」（＝神戸らしい様々な多様性）の2つのテーマと情緒食堂街がコンセプトで、北側は石畳街路やオープンテラスなどヨーロッパの街並みを思わせる造りとなっており、南側は、混沌とした日本の横丁を思わせる造りとなっている。

### レムプラス神戸三宮
レムプラス神戸三宮は、当ビル上層階にある阪急阪神ホテルズが運営する宿泊特化型ホテル。同社のレムブランドの上位であるレムプラスの関西1号店。1号店のレムプラス銀座同様客室をレムよりも広くし、ベッドはダブルルームでもクイーンサイズを採用。レインシャワーにはTOTO製ウォームピラー装備等、よりよい眠りのための装備をプラスしている。ツインルームでは、窓枠に旧神戸阪急ビルの格子パターンを再現している。最上階は、朝食会場にもなる神戸望海山（カフェレストラン）とWHISKY BOTTLE BAR DEN SANNOMIYA（バー）、展望フロアで構成される。

## 旧・神戸阪急ビル東館

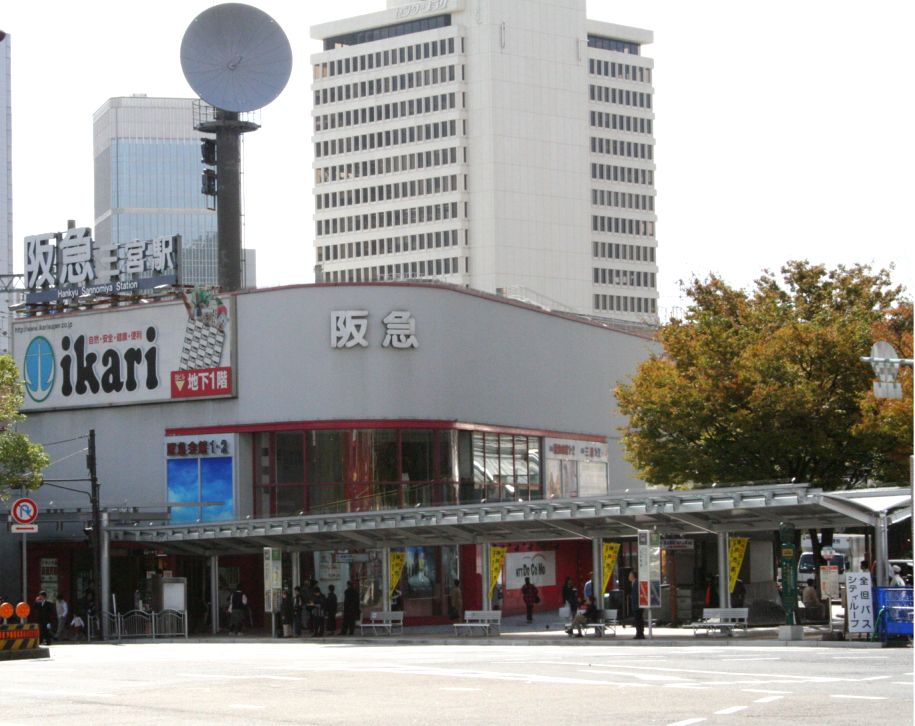
阪急三宮駅と直結した当時の神戸阪急ビル東館（2005年10月撮影）

1936年、阿部美樹志の設計ならびに竹中工務店の施工により完成した、鉄骨鉄筋コンクリート造、地上5階（屋上に上がる階段室部分を含めると6階）+地下1階の商業施設である。
「駅と軌道を取り囲むようにビルがある」というよりは「ビルの1フロアに駅と軌道が貫通している」という意匠であった。表通りのフラワーロードに面する軌道用開口部はトンネルの出入り口形状（半円形状）となっており、また、建物全体が異人館や旧居留地を抱える神戸の玄関口にふさわしいヨーロッパ建築を思わせるデザインであったことから、「阪急電車が出てくる（吸い込まれる）城」と言われ、その威容は神戸港やその港外に停泊している船の甲板からでも眺めることができたことなど、神戸税関と並んで当時の神戸のシンボル的存在の建築物であった。

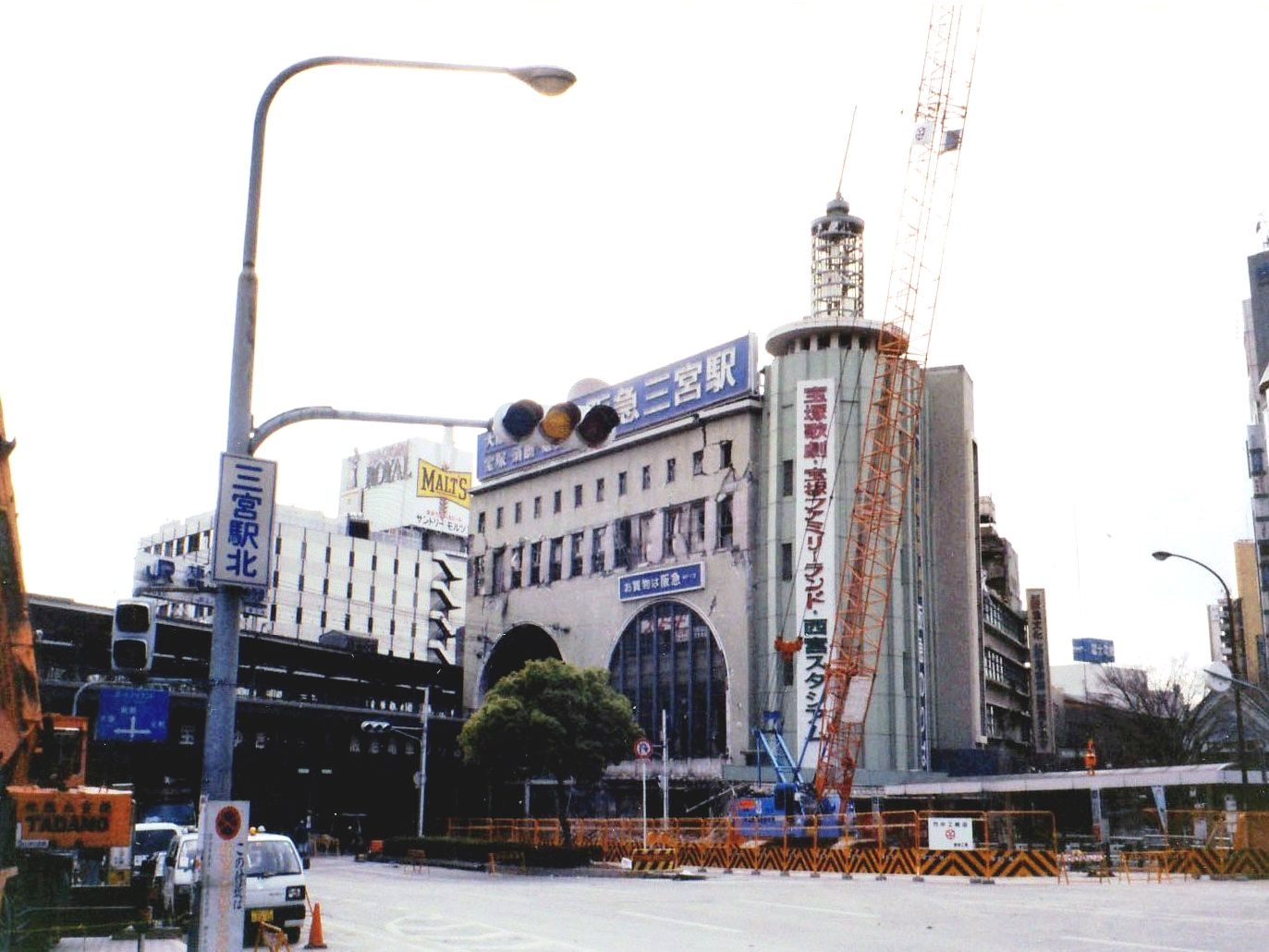
震災被害を受けた神戸阪急ビル東館

1995年、阪神・淡路大震災で、戦後に増築された部分の映画館「阪急文化」のフロアの崩壊をはじめとして建物随所おいてに亀裂が発生した。それでも建物自体は概ね原形をとどめていたが、1995年2月に昼夜の突貫作業にて軌道を支える構造部分のみを残してすべて解体された。解体の理由は、鉄道の早期復旧を優先するためと言われている。もちろんそれは事実ではあるが、他の理由として、この時点で、このビル自体が既に築60年に差し掛かって老朽化していたことも挙げられる。即ち、復旧によって使い続けていたとしても、やがて解体をする際には、建物の構造上、電車を運休する必要も考えられたため、被災により電車を運休せざるをえないこの時期に解体したのは妥当であった、と評価するものである。一方で、当時を知る沿線住民には、今でも往時の神戸阪急ビル東館の復元を望む声は多く根強い。ただし、電車を運休せずに復元するのは、現在の技術とコストと阪急・神戸高速のダイヤの調整等を勘案すると極めて難しい。
なお、沿線住民の間では、神戸阪急ビル東館が「阪急会館」と呼ばれることも少なくなかった。これは、震災前の神戸阪急ビル東館にあった三つの映画館（阪急シネマ・阪急会館・阪急文化）のうちの一つの名称であるが、「新聞会館（神戸新聞会館）」・「国際会館（神戸国際会館）」などとともに親しまれた。それゆえ、震災後に仮設建造物にて営業していた映画館の名称には、阪急シネマではなく「阪急会館」が採用された。
しかし震災後、仮設建造物の状態が長く続くうちに、神戸阪急ビル東館をさして「阪急会館」と呼ばれることも少なくなってきた。代わりに「阪急三宮」あるいは「阪急」とのみ呼ぶようになっている。これは、震災前の神戸阪急ビル東館が先述の「ビルの1フロアに駅ならびに軌道が貫通している」という意匠のとおり駅よりもビルが象徴的であった一方で、震災後の神戸阪急ビル東館は「阪急三宮駅の高架下」つまり駅に付属する建物というイメージが強いために、人々の認識が変遷したとみることができる。さらに、映画館「阪急会館」も、1946年から震災を経て続けてきた営業が2007年5月22日をもって終了となり、当ビルの代名詞でもあった「阪急会館」は名実ともに姿を消した。

### 震災前の神戸阪急ビル東館にあった主な商業施設
- 地階
  - 阪急百貨店神戸支店　※1992年以後は阪急百貨店三宮阪急
かつて存在していたいかり阪急三宮店のある場所がそっくりそのまま三宮阪急の食料品売場であった
- 1階
  - 回廊
1階の回廊は吹き抜けで、建替工事前の阪急百貨店うめだ本店と阪急グランドビルとの間の回廊と似た雰囲気だった。
  - 阪急百貨店神戸支店　※1992年以後は阪急百貨店三宮阪急
アズナス、サウンドファースト、サンマルクカフェ、御座候のあるあたりが該当。
  - 阪急交通社 三宮（神戸）営業所
フレッズとブックファーストのあるあたりが該当。
  - 阪急三宮駅定期券売場
阪急共栄薬局のあるあたりが該当。
  - 全但バス案内所
  - 阪急シネマ・阪急会館・阪急文化の各映画館チケット売り場
  - 喫茶店ミモザ
  - 阪急共栄薬局
- 中2階
  - 回廊（吹抜部）
  - 阪急三宮駅東改札口
当ビルが竣工した1936年当時、改札口は1階にあった。
- 2階および3階
  - 阪急電鉄の軌道
  - 阪急シネマ（座席が2階、映写室が3階）※映画館
阪急シネマは「三宮東宝」から改称。
- 4階
  - 阪急会館 ※映画館
- 5階
  - 阪急文化 ※映画館
5階は当初から存在したが阪急文化のみ戦後に増築されたものである。阪神・淡路大震災ではこの増築部分がそのまま地上に崩落した。

東館の解体作業は地下の解体作業が終わった1995年7月をもって終了した。同年8月初めには早くも地上2階分の鉄骨が組まれている。現在の東館のうち、軌道ならびに駅の直下ではない部分については、1995年12月2日に開業した仮設建造物である。ただし、阪急神戸三宮駅東改札口の券売機がある部分は先行して1995年4月に完成している。東改札口が再開したのは1995年3月16日であるがこの券売機部分が先行完成するまでの、約1か月間はJR三ノ宮駅西口との連絡通路（1995年6月19日にJR三ノ宮駅西口の再建に伴い供用再開）付近に券売機が仮設置されていた。

### 仮設の神戸阪急ビル東館にあった主な商業施設
- 地階
  - いかり阪急三宮店
- 1階
  - フレッズ
  - ブックファースト
阪急プレイガイド三宮店を経て現テナント。
  - 御座候
  - カラーフィールド三宮店
心斎橋リチャード、OZOC、ドコモショップ阪急三宮店（移転前）を経て現テナント。
  - 共栄薬局
  - auショップ阪急三宮店
  - サンマルクカフェ
- 2階（震災前の中2階の位置）
  - 89SANNOMIYA
2007年5月22日までは阪急会館1・2 ※映画館
  - 阪急神戸三宮駅東改札口
  - 阪急神戸三宮駅定期券売場
  - 蓬莱
- 3階（震災前の2階の位置）
  - 阪急電鉄の軌道

### 東館建て替え計画
東館の仮設建造物は、5年間の暫定措置とされていた。それゆえに、各テナントとは5年間の契約とした。満了まで残り1年となった1999年末、仮設建造物に上層階を乗せる方法で地上22階+地下1階の「三宮阪急ビル」を建設する案が阪急電鉄から正式に発表されるものの、ほどなく、経営方針が見直され、暫定措置を延長しながら各テナントとの契約更新を継続していた。一部のテナントとは、契約更新をせずに跡地に新規テナントが入居している状態であった。しかし、建て替えの機運が高まり、仮設建造物は2016年1月11日に閉館した。
そして2016年4月25日、阪急阪神HDから建て替え計画が発表になった。
それによると新ビルは地上29階・地下3階でホテル、オフィス、商業施設、駅施設等で構成され、最上階には展望フロアも整備される。ホテルは、系列の阪急阪神ホテルズが運営する「remm（レム）」の上位ブランドとなる「remm+（レムプラス）神戸三宮」が17階～28階に入居を予定している。また地下1階と2階には、同じ阪急グループのエイチ・ツー・オー リテイリング傘下の食品スーパーである阪急オアシスが入居することになった。
2021年の竣工を目指して工事が行われ、2021年1月27日に開業日が2021年4月26日予定と発表された。神戸阪急ビル東館および駅高架下店舗をあわせた施設の名称を「神戸三宮阪急ビル」と決定した。

## 旧・神戸阪急ビル西館
現在では、阪急神戸三宮駅（神戸阪急ビル東館に同じく、1936年完成、阿部美樹志設計・竹中工務店施工）の高架下のみとなっているが、神戸高速鉄道が開業する以前の1960年代前半までは、現在の阪急神戸三宮駅西改札口あたりに地上3階建てのビルも存在した。西改札口にさしかかる1階部分に、吹き抜けなどが今でも残っており、往時を偲ぶことができる。

### 三劇
1947年7月、神戸阪急ビル西館のほぼ中央に「三宮劇場」（さんのみやげきじょう）という大きな映画館ができた。開業当初は大映封切の「三宮映画館」と東映封切の「三宮劇場」の2館体制だった。人々からは「三劇」の略称で親しまれ、阪急電車が通るたびにその振動が轟音として館内に響き渡る高架下ならではの映画館であった。1996年12月には、防音対策を伴う大改装が行われ、ゲームセンターを併設した「OS三劇1・2」としてリニューアルされたが、2006年8月31日をもって閉館した。現在はナムコランドが入居している。
ちなみに、同2006年8月31日、同じくOS系であった「OSシネフェニックス」も、閉館にこそならなかったがOS系から離れ、翌9月1日から「三宮シネフェニックス」となった。これらに代わる三宮のOS系の映画館として2006年10月4日、「OSシネマズミント神戸」がミント神戸にオープンした。

#### データ
※いずれも閉館時のもの。
- 三劇1：定員186人。主に日比谷スカラ座系の作品を中心に上映していた。
- 三劇2：定員127人。主に日劇2系（東宝邦画系）の作品を中心に上映していた。

### リニューアル工事直前の神戸阪急ビル西館にあった主な商業施設
- アズナス三宮店
- サウンドファースト三宮店
- ナムコランド
- 串かつおおえす・居酒屋おおえす
- マクドナルド阪急三宮西口店 - 震災直後、神戸阪急ビル東館にあった定期券売場と全但バス案内所がここにあった。

## その他
- 当ビルが阪急神戸三宮駅（旧：三宮駅）にありながら2021年まで名称を「神戸阪急ビル」としているのは、完成した1936年から神戸高速鉄道開業の1968年まで「神戸駅」だった頃の名残。
- 旧東館には阪急神戸線の軌道が進入する開口部と同じサイズ・形状で窓が並べて設置されていた。このスペースにホームと線路を増設する予定だったわけではなく単にデザイン上の理由と考えられる。
- アニメ映画『火垂るの墓』の冒頭で清太と節子を乗せた阪急電車が神戸駅(現：神戸三宮駅)を出発し東館の半円形開口部から出てくるシーンが登場する。公開当時、隣接する西館の「三劇」で本作品が『となりのトトロ』と2本立てで同時上映されていた。
- 映画『ありがとう』では兵庫県南部地震によって神戸阪急ビル東館が崩壊していく過程がCGにてほぼ忠実に再現された。
- 2006年に阪急電鉄の主要駅で神戸阪急ビル竣工当時のジオラマが個数限定で販売され即日完売となった。
- 当ビルに出店していた阪急百貨店は神戸阪急ではなく、阪急百貨店神戸支店（三宮阪急）であった。しかし、ビルの名称や、数寄屋橋阪急以降の支店に倣って神戸阪急と呼ばれることも多かった。1991年、ハーバーランドへの神戸阪急出店を前に、神戸支店を三宮阪急に、東京大井店を大井阪急（現・阪急大井食品館）に改称している[8][9]。また、国鉄が建設した三宮ターミナルビルにも一時期出店計画を持っていたが[10]、断念したのでプランタンが代わりに出店した[11]。阪急百貨店の三宮ターミナルビル出店が実現していた場合の神戸支店の処遇については不明。
- 阪急阪神百貨店は2019年に「そごう神戸店」を譲受し、同年10月5日より「神戸阪急」として三宮に24年ぶりの再進出を果たしたが、阪神神戸三宮駅直結の三宮阪神ビルをはじめとするビルに入居している。2021年竣工の新ビルには阪急百貨店ではなく、同じエイチ・ツー・オー リテイリング傘下の阪急オアシスが入居した。阪急オアシスが駅ビルに出店する例としては六甲駅、北千里駅の例があるほか、かつては南茨木駅にも出店していた。
- 阪急阪神百貨店では、OSシネマズの代替館が入居するミント神戸にもさんのみや・阪神食品館を出店していた。